# Гомес, Вальтер
Вальтер Го́мес Пардаль (исп. Walter Gómez Pardal; 17 декабря, по другим данным 12 декабря 1927, Монтевидео — 4 марта 2004, Висенте-Лопес) — уругвайский футболист, правый и центральный нападающий.

## Карьера
Вальтер Гомес родился в 1927 году в семье Пропиосы и Матео Кабралей в районе Ла Унион. Помимо него, в семье было еще 5 братьев из сестёр, один из которых — сын Вашингтон, бывший старше на 2 года, играл вместе с ним в футбол во дворе. Семья была небогатой, потому Вальтер с 11 лет работал в типографии. Но постоянно играл в футбол: денег на настоящий мяч не было, потому он набивал старый чулок тряпками. После этого он играл за любительские команды «Соль де Америка» и «Унион». В 14 лет Гомес, благодаря другу семьи и соседу Домингесу, попал в профессиональный клуб — «Сентраль Эспаньол», в основном составе которого дебютировал в 15 лет 1 июля 1945 года с «Дефенсор Спортинг» (3:4). За клуб он провёл 34 матча и забил 8 голов. В 1946 году Вальтер перешёл в клуб «Насьональ», где выступал в нападении с Луисом Кастро, Атилио Гарсией, Роберто Портой и Бибиано Сапирайном. Он дебютировал в составе клуба 7 апреля c «Прогресо», где забил дважды. Далее эту команду футболист провёл 4 сезона, в двух из которых побеждал в чемпионате страны. Он сыграл за клуб 89 матчей и забил 57 голов.
В 1949 году Гомес ударил судью матча с «Пеньяролем», за что был дисквалифицирован на год. После этого, было принято решение о его переходе в клуб другой страны, аргентинский «Ривер Плейт». По другой версии, это «Ривер» хотел купить Вальтера, из-за чего президент команды Антонио Либерти лично приехал в Уругвай для согласования сделки. Сумма трансфера составила один миллион песо, по другим данным — 750 тыс песо. Он дебютировал 2 апреля в матче против «Ньюэллс Олд Бойз» (2:0), где сразу бил гол с передачи Анхеля Лабруны. Футболист прибыл в команду, чтобы заменить кумира болельщиков — Хосе Мануэля Морено. Первоначально Гомес выступал справа в нападении, а затем перешёл на позицию центфорварда. Там Вальтер провёл свои лучшие игры, составив трио нападения с Лабруной и Феликсом Лоустау. Они привели клуб к трём победам в чемпионате. Болельщики «Ривер Плейт» за эти достижения даже посвятили ему кричалку: «Люди больше не едят, лишь бы взглянуть на Вальтера Гомеса». Всего за клуб он провёл 140 матчей и забил 74 гола. В 1953 году Вальтер в матче с «Чакаритой Хуниорс», после очередного нарушения против него, ударил Марселино Молинари, за что был удалён с поля. На дисциплинарном разбирательстве Гомес просто показал комиссии своё состояние ног, после чего его даже не дисквалифицировали. 11 декабря 1955 года Гомес провёл последний матч за «Ривер Плейт», в котором забил в ворота соперника «Расинга» (2:2) после сольного прохода. 
В 1956 году Вальтер перешёл в итальянский клуб «Милан», где сыграл ровно один товарищеский матч с «Варезе» (11:0), но из-за избытка количества разрешенных иностранцев в составе дебютировать в официальной игре уругваец не мог. Гомес быстро был перекуплен «Палермо» за 80 млн лир. В составе этой команды Вальтер дебютировал 23 сентября в матче с «Ромой» (2:2). Нападающий сыграл за эту команду два с половиной года, проведя 48 матчей и забив 8 голов. В 1959 году Гомес возвратился в «Насьональ», где сыграл два сезона, проведя 25 матчей и забив 15 голов. Затем фктболист переехал в Колумбию, где выступал за клубы «Кукута Депортиво» и «Онсе Кальдас». Завершил карьеру Вальтер в венесуэльской команде «Депортиво Галисия», с которой победил в чемпионате. Последний раз Гомес вышел на поле в матче «Депортиво» и «Серро». Дальнейшей карьере Вальтера помешала смерть брата, из-за которой он был вынужден вернуться на родину. Там он ещё недолго играл за клуб «Дарлинг» из Канелонеса.
После завершения карьеры, Гомес поселился в Аргентине, где работал на стадионе «Ривер Плейта» Монументаль. Гомес был активным курильщиком, во время спортивной карьеры иногда мог курить даже в перерывах между таймами. Он умер в 2004 году после лёгочного заболевания. Церемония прощания прошла на стадионе Монументале. После ее окончания он был похоронен на кладбище  Ломас-де-Самора.

## Международная карьера
Вальтер Гомес дебютировал в составе сборной Уругвая 15 августа 1945 года во встрече с Аргентиной на Кубок Ньютона. Его команда проиграла со счётом 2:6, но футболист выступил очень хорошо, будучи одним из лучших на поле. Во время игры Вальтер получил травму — мяч попал ему в нос, сильно разбив его. Его уносили с поля на носилках, но весь стадион поддерживал нападающего аплодисментами.
Свой второй матч за «селесте» Гомес провёл 9 января 1946 года в Монтевидео против Бразилии в рамках Кубка Рио-Бранко. Вальтер вышел на замену Хосе Марии Медине. Игра завершилась со счётом 1:1, но поскольку в первом матче хозяева выиграли 4:3, именно они стали обладателем трофея. Всего за сборную страны Гомес провёл четыре игры. Последние два матча за «селесте» Вальтер Гомес сыграл в ходе чемпионата Южной Америки в Аргентине. Он выходил на замену в матчах против Боливии (победа 5:0) и Аргентины (поражение 1:3).
В 1950 году он был одним из кандидатов на поездку на чемпионат мира, но на турнир не попал из-за дисквалификации.

## Международная статистика
| Матчи Вальтера Гомеса за сборную Уругвая | Матчи Вальтера Гомеса за сборную Уругвая | Матчи Вальтера Гомеса за сборную Уругвая | Матчи Вальтера Гомеса за сборную Уругвая | Матчи Вальтера Гомеса за сборную Уругвая | Матчи Вальтера Гомеса за сборную Уругвая | Матчи Вальтера Гомеса за сборную Уругвая |
| ---------------------------------------- | ---------------------------------------- | ---------------------------------------- | ---------------------------------------- | ---------------------------------------- | ---------------------------------------- | ---------------------------------------- |
| №                                        | Дата                                     | Место проведения                         | Оппонент                                 | Счёт                                     | Голы                                     | Турнир                                   |
| 1                                        | 15 августа 1945                          | Буэнос-Айрес                             | Аргентина                                | 2:6                                      | —                                        | Кубок Ньютона                            |
| 2                                        | 10 января 1946                           | Монтевидео                               | Бразилия                                 | 1:1                                      | —                                        | Кубок Рио-Бранко                         |
| 3                                        | 29 января 1946                           | Авельянеда                               | Боливия                                  | 5:0                                      | —                                        | Чемпионат Южной Америки                  |
| 4                                        | 2 февраля 1946                           | Буэнос-Айрес                             | Аргентина                                | 1:3                                      | —                                        | Чемпионат Южной Америки                  |

## Достижения
- Обладатель Кубка Рио-Бранко: 1946
- Чемпион Уругвая: 1946, 1947
- Победитель турнира Чести[исп.]: 1946, 1948
- Победитель турнира Конкуренции[исп.]: 1948, 1959
- Чемпион Аргентины: 1952, 1953, 1955
- Обладатель Кубка Карлоса Ибаргурена: 1952
- Чемпион Венесуэлы: 1964